# Hashidate (train)
Le Hashidate (はしだて, Hashidate) est un train express existant au Japon et exploité par la compagnie JR West, qui roule de Kyoto à Toyooka. Ce train empreinte plusieurs lignes de chemin de fer comme la ligne principale Sanin et les lignes de la Kyoto Tango Railway. C'est l'un des trains utilisant le réseau Kitakinki Big X.

## Gares desservies
Le train circule de Kyoto jusqu'à Toyooka.
La section entre Kyoto et Amanohashidate est electrifiée .
| Nom des gares         |
| --------------------- |
| Kyoto                 |
| Nijō                  |
| Kameoka               |
| Sonobe                |
| Ayabe                 |
| Fukuchiyama           |
| Ōe                    |
| Miyazu                |
| Amanohashidate        |
| Yosano                |
| Kyōtango-Ōmiya        |
| Mineyama              |
| Amino                 |
| Yūhigaura-Kitsu-onsen |
| Kumihama              |
| Toyooka               |

Durant la saison estivale, la gare de Shotenkyo peut également être desservie par ce train.

## Matériel roulant
Les trains utilisés sur ce service sont :

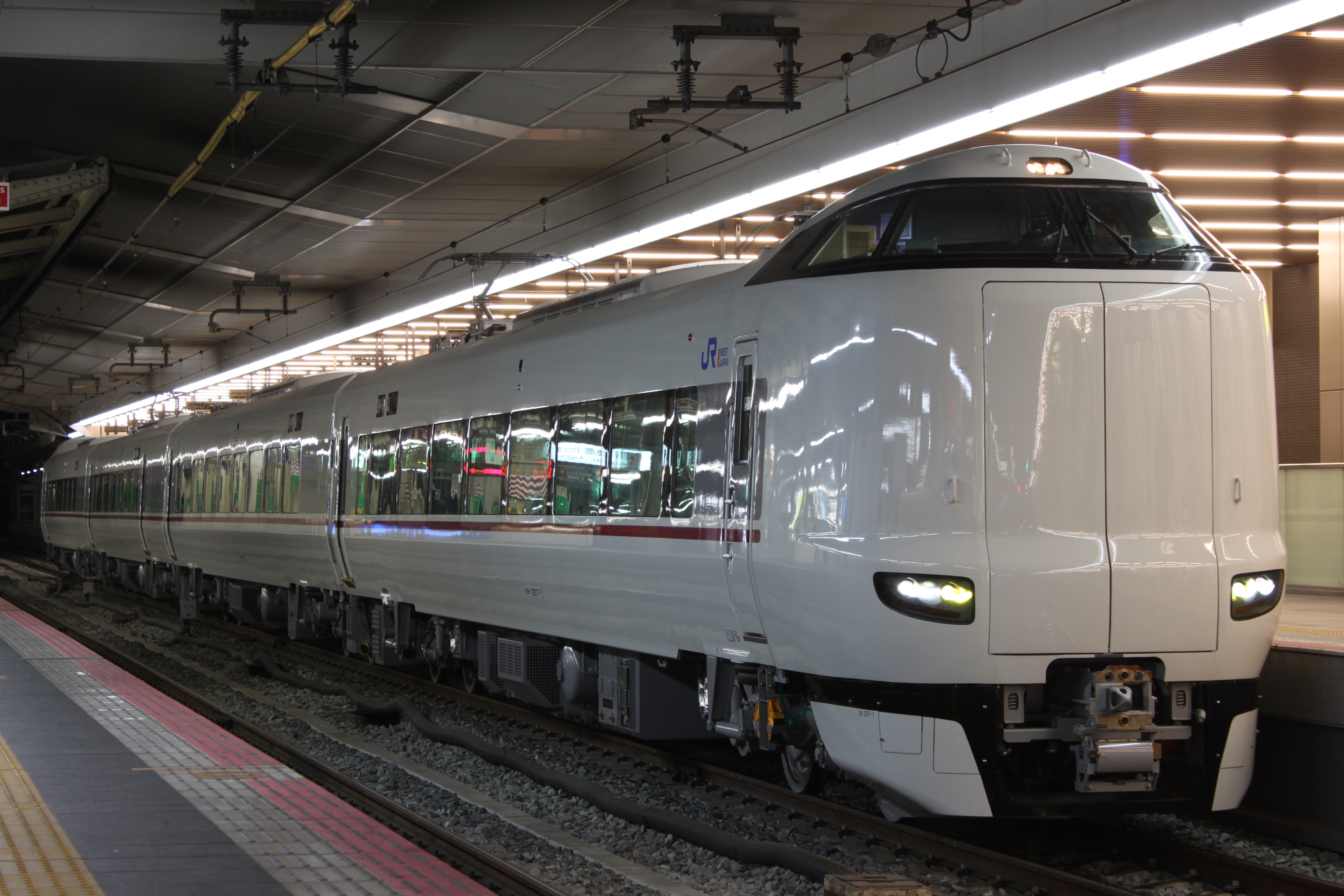
JR West série 287
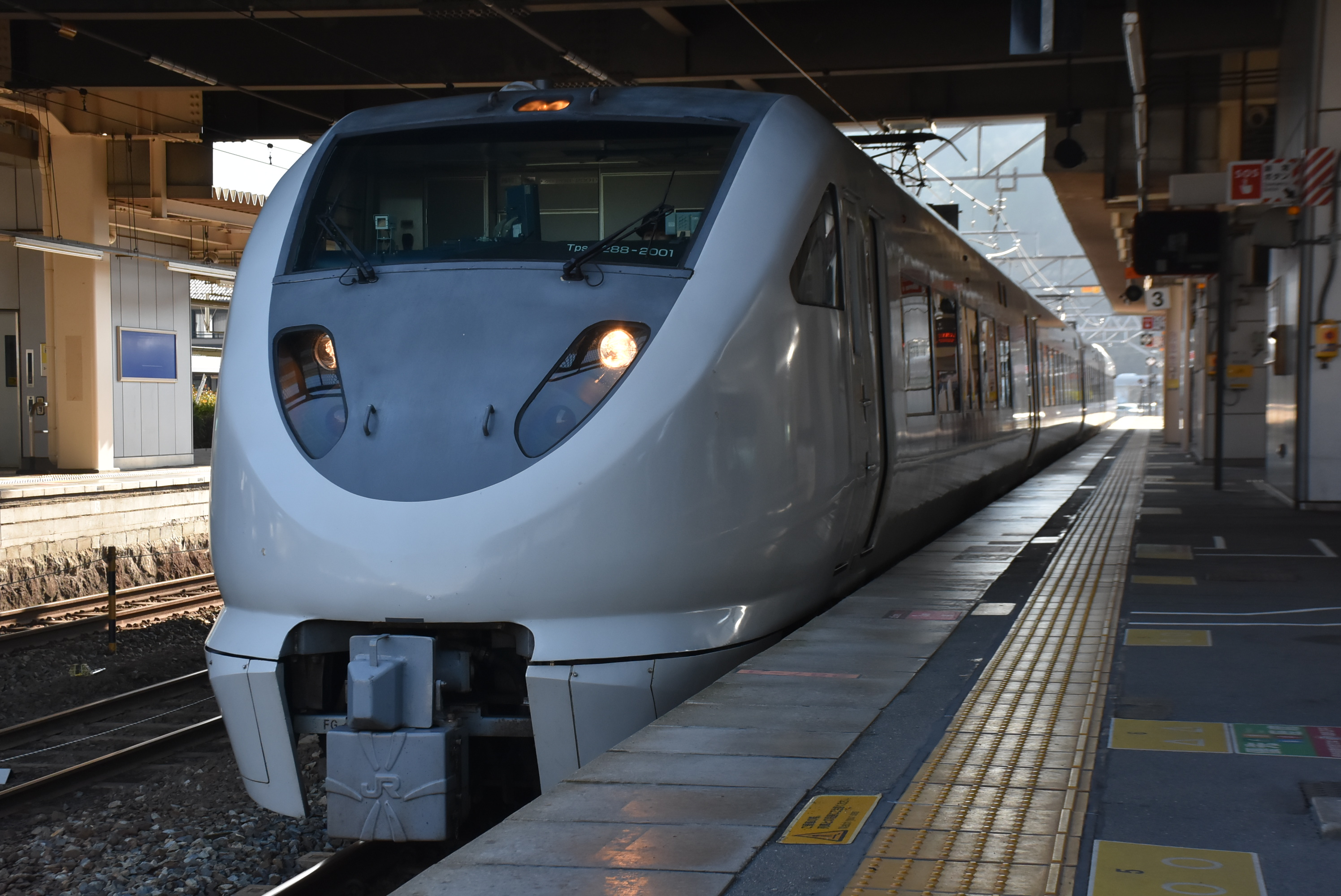
JR West série 289
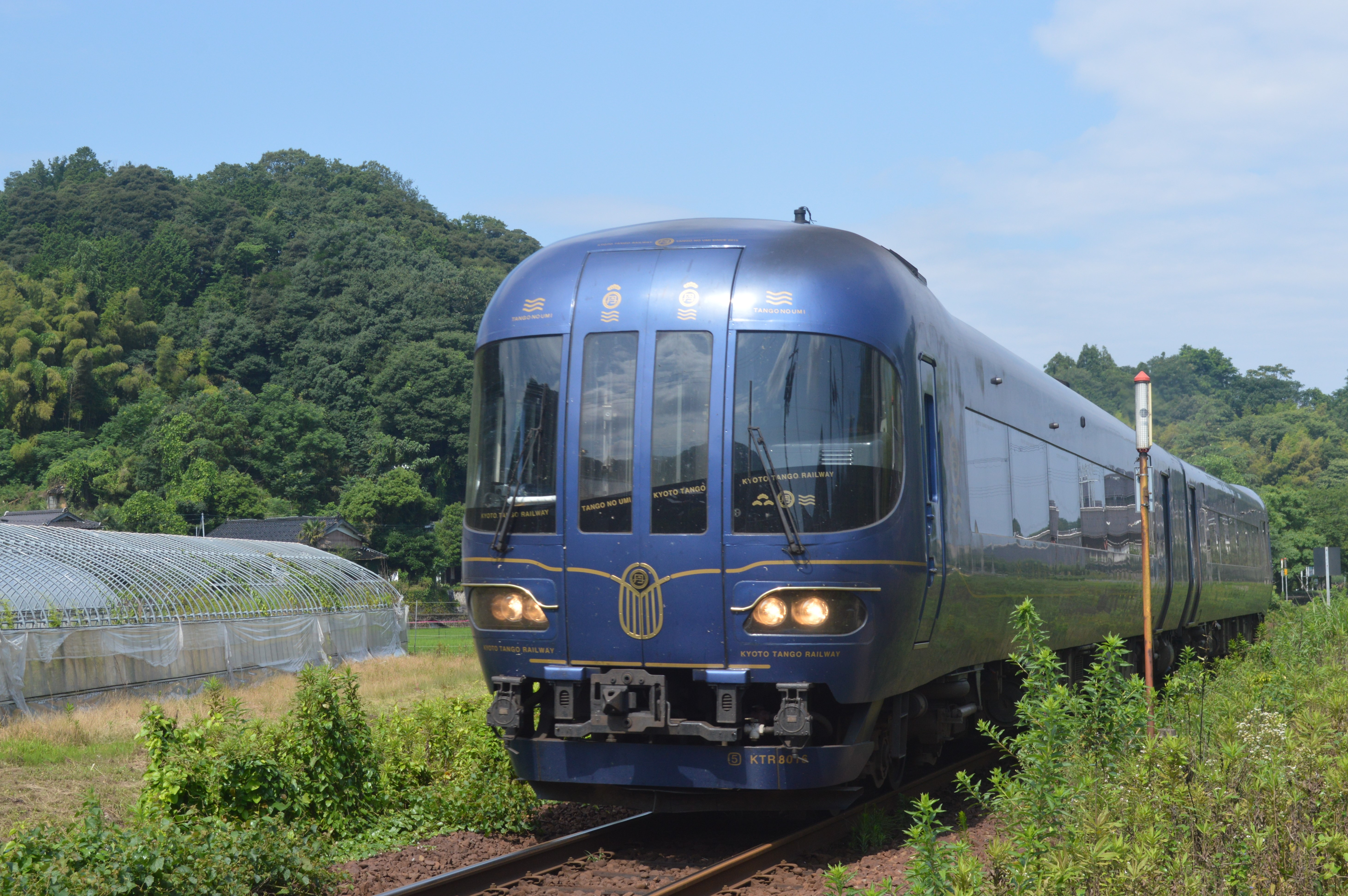
Kitakinki Tango Railway série KTR 8000

Les trains suivants ne sont plus utilisé sur ce service :

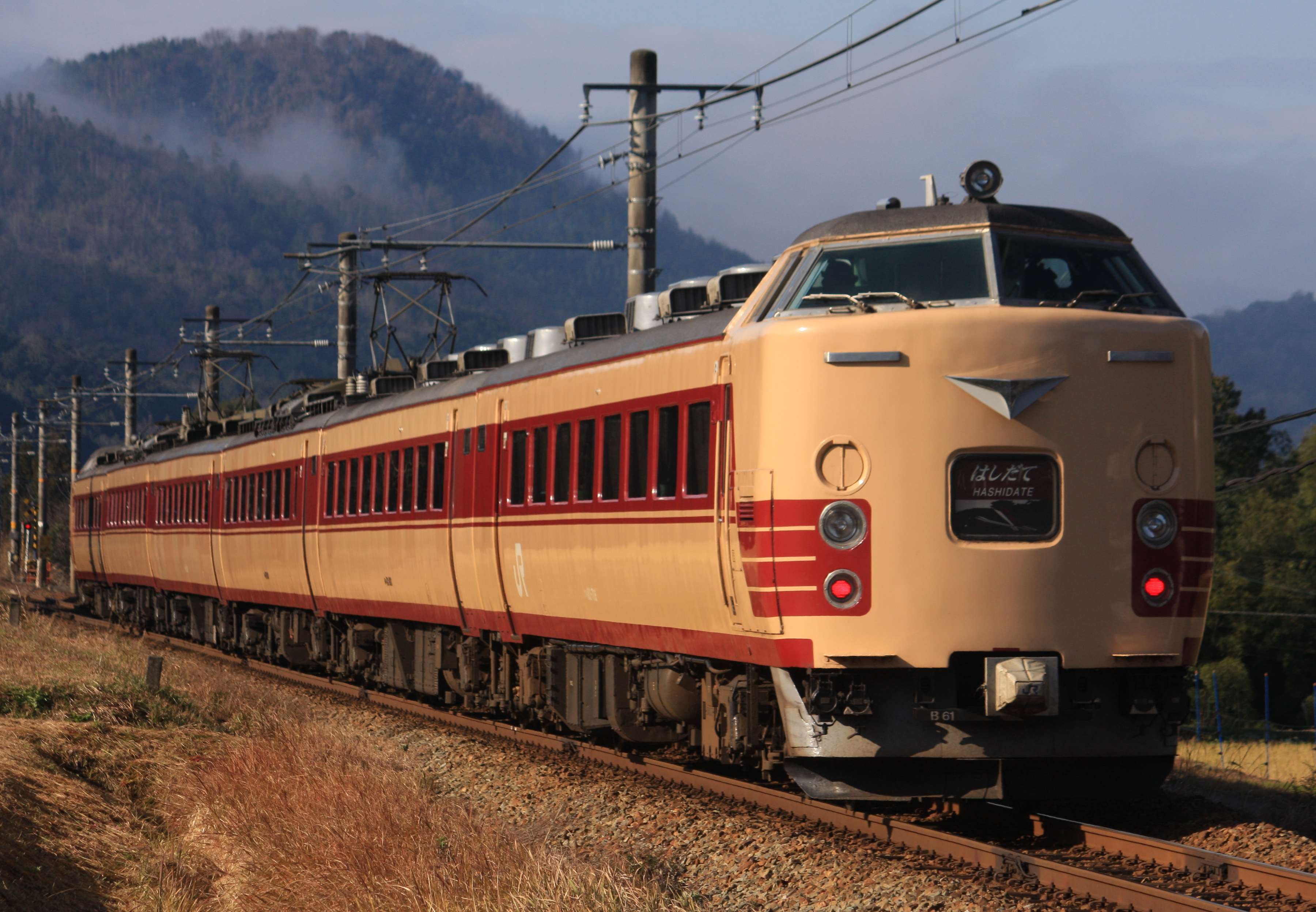
JR West série 183
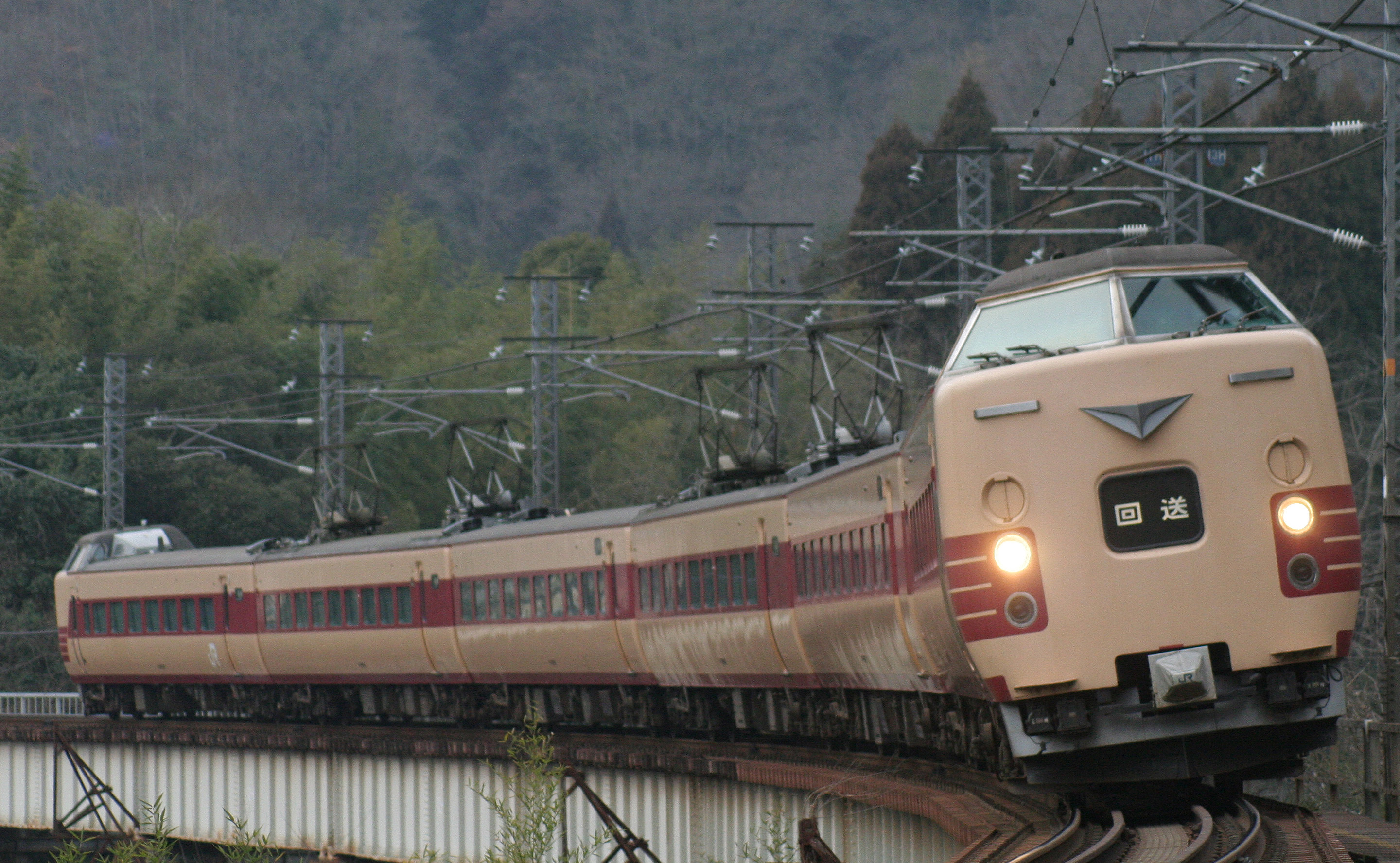
JR West série 381

## Composition des rames
Tous les trains sont complètement non fumeurs.
- Séries 287 et 289

| N° de voiture | 1     | 1       | 2       | 3       | 4       |
| Agencement    | Green | Réservé | Réservé | Réservé | Réservé |

- KTR 8000

| N° de voiture | 1       | 2       |
| Agencement    | Réservé | Réservé |